# エドガル・ゴンサレス
エドガル・ゴンサレス・エストラーダ（Edgar González Estrada、1997年4月1日 - ）は、スペイン・サン・ジュアン・ダスピ出身のサッカー選手。UDアルメリア所属。ポジションはDF。

## クラブ経歴
カタルーニャ州のサン・ジュアン・ダスピに生まれ、2015年にRCDエスパニョールのカンテラに加入した。エスパニョールではトップチームデビューできず、2018年7月6日にレアル・ベティスへと移籍した。同年11月1日、コパ・デル・レイのラシン・サンタンデール戦にてトップチームデビューを果たした。
2020年9月23日、セグンダ・ディビシオンのレアル・オビエドに1シーズンのレンタル移籍をした。
2023年7月6日、UDアルメリアへ移籍し、5年契約を結んだ。

## タイトル

### クラブ
レアル・ベティス
- コパ・デル・レイ : 1回 (2021-22)